# Сильванес
Сильване́с (фр. Sylvanès, окс. Silvanés) — коммуна во Франции, находится в регионе Окситания. Департамент — Аверон. Входит в состав кантона Камарес. Округ коммуны — Мийо.
Код INSEE коммуны — 12274.
Коммуна расположена приблизительно в 560 км к югу от Парижа, в 125 км восточнее Тулузы, в 65 км к юго-востоку от Родеза.

## Население
Население коммуны на 2008 год составляло 93 человека.
| 1936 | 1946 | 1954 | 1962 | 1968 | 1975 | 1982 | 1990 | 1999 | 2008 |
| ---- | ---- | ---- | ---- | ---- | ---- | ---- | ---- | ---- | ---- |
| 273  | 215  | 205  | 159  | 144  | 109  | 117  | 108  | 117  | 93   |

## Экономика
В 2007 году среди 58 человек в трудоспособном возрасте (15—64 лет) 44 были экономически активными, 14 — неактивными (показатель активности — 75,9 %, в 1999 году было 71,6 %). Из 44 активных работали 40 человек (24 мужчины и 16 женщин), безработных было 4 (1 мужчина и 3 женщины). Среди 14 неактивных 5 человек были учениками или студентами, 9 — пенсионерами, 0 были неактивными по другим причинам.

## Достопримечательности
- Бывший монастырь[фр.] (XII век). Памятник истории с 1862 года, сейчас — культурный центр[3].

## Фотогалерея
- Монастырская церковь
- Церковь Этимаси
- Карта коммуны